# ヘンリー・スティール・オルコット
ヘンリー・スティール・オルコット（Henry Steel Olcott、1832年8月2日 - 1907年2月17日）は、アメリカ生まれ。神智学協会の創始者の一人で、最初の会長。プロテスタント仏教の始まりに影響を与えた。仏教との公式の対話を行った最初の欧米人として有名である。
神智学協会の初代会長として、仏教学の新たなページを開くことに貢献した。スリランカでは、この活動によって尊敬されている。西欧的科学的な見方で仏教を翻訳したことにより仏教の近代化に大きく貢献した。
オルコットは、プロテスタントの世界で生まれ育ちながらも、19世紀のスリランカ仏教改革への唯一の貢献者と言える。
オルコットは、スリランカ人より、「独立闘争における英雄の一人であり、現在の宗教、国家と文化再生の開拓者である」と見なされている。より熱心な崇拝者からは、オルコットは、紀元前3世紀のアショーカ王の生まれ変わりとも、釈尊その人の生まれ変わりとも考えられている。

## 生涯
オルコットは1832年に、ニュージャージー州のオレンジで生まれた。6人兄弟の長男。父は長老派教会のビジネスマンであるヘンリー・ウェイコフ・オルコット、母は、エミリー・スティール・オルコット。子供時代には、父親のニュージャージの農園で育っている。
10代には、ニューヨーク市の大学で学び、次にコロンビア大学で学んだ。ここで、1851年に父が事業で失敗するまで、有名人が集まる会として有名な聖アンソニー・ホール友好会に加わっていた。父が資金援助できなくなったために、大学をやめざるを得なくなった。
1860年に、ニューヨーク市ニューロッシュルの三位一体教会の教区牧師の娘である、メリー・エップリー・モーガンと結婚した。二人の間には4人の子供が生まれたが、そのうち二人は幼くして亡くなっている。オルコットは、1858年から1860年までニューヨーク・トリビューン紙とマーク・レイン・エクスプレス紙の農業通信員を務めた。時に、様々な話題について記事を書いた。また、彼の家系についての本を出版した。その中で、彼の祖先は、1636年にコネティカット州ハートフォールドの創始者の一人であるトーマス・オルコットにまで遡れるとした。
南北戦争の時、アメリカ陸軍に勤め、その後、ニューヨーク市軍事局の特別委員に選ばれた。後に大佐にまで昇進し、ワシントン特別市の海軍局に異動した。彼は重要視され、1868年にリンカーン大統領が暗殺された時には、その調査に協力するにいたった。1868年には、詐欺、税収と保険専門の弁護士になった。
1874年に、彼は、バーモント州チッテンデンのエディ兄弟（アーサ・ギルバート・エディはメリー・ベーカー・エディの夫）の交霊会を意識するようになった。 その興味は高じて、ニューヨーク・サン紙から、エディ農園を調査し、それを記事にすることを許されるまでになった。彼の記事は、ニューヨーク・ディリー・グラフィック紙などの他の新聞などに影響を与えるほど人気を博した。1874年に、『異世界からの人々』を出版した。これが、精神運動に関係する初期の著作となる。
これらの記事を書いている1874年に、彼は、エディ農園を訪れ、そこで、ヘレナ・P・ブラヴァツキーに会った。精神運動に関する興味とブラヴァツキーの出会いが精神哲学をより深めることとなった。オルコットの仏教との正式な対話がアメリカ仏教徒との最初の対話と考えられている。彼は「純粋で、原初的な仏教」としての成熟した信仰を書いたことがあるが、これは、彼独特の仏教と言える。
神智学協会を設立した最初の数年間、弁護士としての活動を続けるが、新宗教活動の財政的援助も与えている。1875年前半に、彼は、重要な霊媒師たちに、有名な霊媒師フローレンス・クックを具体化すると主張しているジェニーとネルソン・ホームズに対して詐欺の非難を調査するように頼まれた。（doyle 1926: vol.1, pp.269-277.)
1887年にオルコットから「神智学協会日本支部」の委任状を得た仏教活動家の平井金三らの招聘で1889年に来日し、仏教擁護とキリスト教批判の演説を日本各地で行なった。仏教復興気運が高まっていた日本仏教界が全面支援し大成功をおさめるが、キリスト教徒小崎弘道によるブラヴァツキーのゴシップ紹介やマックス・ミューラーの神智学批判記事の訳出などにより第二回目の来日は惨憺たる結果に終わった。

## 神智学協会
1874年以降、ヘレナ・P・ブラヴァツキーと他の精神指導者の影響によってオルコットの精神は深まっていき、神智学協会の基礎を創った。
1875年、オルコット、ブラヴァツキー、ウィリアム・クアン・ジャッジなどが神智学協会を立ち上げた。オルコットは最初の数年間この神智学協会の財政を援助し、神智学協会の初代の会長となった。この時、ブラヴァツキーは通信書記とされた。1878年、ニューヨークを離れて、インドに本部を置いた。
1879年2月16日、ムンバイに上陸した。オルコットは、彼の精神的指導者である釈尊の母国を体験するに到ったのである。神智学協会の本部をアディヤールに置き、「神智学協会（アディヤール）」とした。彼はインドにおいて、当時植民地主義者が集めて有名になりつつある東洋の聖典を原典から翻訳するように努めていた。これは、アメリカで見られるような西洋的な翻訳を排除し、仏教、ヒンドゥー教とゾロアスター教の文献の持つ本来の意味を発見しようとしたからである。
オルコットの関心の中心は仏教だった。そして、スリランカでの仕事が有名になった。1880年5月16日、彼らは、セイロン（現在のスリランカ）のコロンボに到着した。オルコットとヘレナ・P・ブラヴァツキーはアメリカに居る時から、仏教徒と宣言していたが、5月25日に正式に仏教徒として認められた。この地に滞在中、西欧人の教育のために仏教の教義を編集し、宗教としての仏教をより理解するように努めていた。この時期に、現在でも使われている『仏教教義要綱』（1881年）、（邦訳『仏教問答』ヘンリ−・エス・オルコット著、原成美訳）が執筆された。
神智学協会は、この地にいくつかの仏教学校を設立した。そのうちで最も有名なのが、アーナンダ大学、ダルマラージャ大学、マリヤデーヴァ大学とマヒンダ大学である。彼の死後、ブラヴァツキーが後見を務めたアニー・ベサントがこの協会の管理者となった。
オルコットは仏旗のデザインを企画する委員会の助言者として活躍した。ブラヴァツキーは、しばしば、骨を埋めることになるロンドンに滞在していたが、オルコットは、インドに滞在し続け、そこで協会の活動に専念した。
神智学協会におけるオルコットの役割は、会長としてのものだが、アニー・ベサントの就任は、新しい時代の幕開けでもあった。彼の死後、アニー・ベサントは次の会長に選ばれ、この運動の指導者として認められた。

## 仏教教義要綱
『仏教問答』ヘンリー・エス・オルコット著、原成美訳として オルコット来日を機に邦訳が刊行された。

### 仏教教理要綱の本
1881年にオルコットが編集した「仏教教義要綱」、『仏教問答』 ヘンリ−・エス・オルコット著、原成美訳 は、スリランカにおける仏教復興に最も貢献したものの一つであり、現在でも使用されている。釈尊の生涯、法の教えと教団の役割といった、彼が仏教の基本的な教義と見たものを、この本に示している。さらに、釈尊の教えを現代社会にどのように適合させるかも扱っている。それゆえ、オルコットは、南アジアや他の地域からも仏教復興者と考えられているのである。
オルコットの教義要綱は伝統的な仏教徒の教義を新しく、プロテスタント的な解釈を反映している。

### オルコットの科学と神智学
神智学者による超自然を調査するための科学と精神主義と科学の組み合わせは、宗教と理性を合併し、合理的に霊的な運動を起こそうとする社会の願望を反映していた。 神智学協会におけるこの「オカルト科学」は、世界の大宗教全ての中にある「真理」を捜そうとするときに使われた。 オルコットとブラヴァッキーは、彼らの研究から、全ての宗教の中から重要と見なしたものの要素をもっとも良く含んでいるのが仏教だと結論づけた。
オルコットは仏教の提示と西洋の科学的推論を利用した。 このことは、「仏教と科学」と題された仏教教理要綱の章で明確に見てとれる。彼の努力は、東の仏教と西の科学的理解と推理を結合する最も早い試みの一つである。彼が仏教と科学の間で見た相互関係は、オーラ、催眠や、仏教の「奇跡」などの超自然現象のための科学的基盤を見せるのと平行になっている。

## 彼の死と遺産
オルコットは、1907年2月17日に死去するまで神智学協会の会長を務めた。
コロンボの大通りである「オルコット・マワタ」街は、彼の名前に由来している。オルコットの像は、マラダナに建てられている。彼が設立を助けた多くの学校や、彼を記念して建てられた学校には、彼の仏教教育に対する貢献を記念して像が建てられている。今日なお、多くのスリランカ人が彼を愛情を込めて記憶している。
彼の命日を、世界中の神智学協会の人々が記憶しているように、今日のスリランカの日曜学校や、仏教センターでも記憶されている。オルコット自身は、自分がアジアの救世主であり、精神的な死から滅び行く亜大陸を救う劇の最後に大勝するため外からの英雄と信じていた。
セイロンにおける仏教復興への努力は成功したものであり、多くの現地の仏教エリートの影響を与えた。当時、この地は植民地勢力に支配され、影響を受けていた。多くの仏教徒が、仏教と仏教の伝統を抑圧しようとする植民地主義者の努力をひっくり返すための努力に援助と社会的動機付けとして、彼の釈尊の教えの翻訳を聞いた。彼は、アナガーリカ・ダルマパーラなどのスリランカの指導者たちに影響を与えた。
オルコットとアナガーリカ・ダルマパーラは仲間であり、西洋に仏教を紹介したことに見られるように、東洋と西洋の間の分水嶺を認識していた。オルコットは、1893年、シカゴで開催された世界宗教議会において仏教の発表を財政的に支援した。議会に仏教徒が含まれることは、一般的に西洋で、特にアメリカで、仏教が拡大することを許し、仏教の近代化運動を促進した。